# Bertram de Le Mans
Bertram de Le Mans (em latim: Bertechramnus Cenomanensis) foi um dos homens mais ricos da Gália no século VI e bispo de Le Mans entre 587 e 623. No fim de seu episcopado, havia dezoito paróquias em Le Mans. Quando morreu, seu testamento indicava-o como proprietário de mais de 3 000 km2. 